# ترافيس ووكر
ترافيس ووكر (بالإنجليزية: Travis Walker)‏ مواليد 22 يونيو 1979 في تالاهاسي، هو ملاكم محترف أمريكي يصنف ضمن فئة الوزن الثقيل.

## إحصائيات
خاض خلال مسيرته 54 نزالا، فاز في 39 وتعادل في 1 وخسر في 14. فاز بالضربة القاضية في 31 نزالا.

## روابط خارجية
- ترافيس ووكر على موقع بوكس ريك (الإنجليزية) (registration required)